# Nodicostellaria kaicherae
Nodicostellaria kaicherae is een slakkensoort uit de familie van de Costellariidae. De wetenschappelijke naam van de soort is voor het eerst geldig gepubliceerd in 1979 door Petuch.